# 池田淑子
池田 淑子（いけだ としこ）は、東京服飾専門学校の創設者。勲五等瑞宝章叙勲者。

## 略歴
- 1924年7月 - ニューヨークにてマクドウェル式製図法を学ぶ[注釈 1]。
- 1933年 　　   - 主婦の友、婦女界、婦人俱楽部などの婦人雑誌に洋裁関連の記事を寄稿し始める[注釈 2]。
- 1946年1月 - 池田洋裁研究所を設立
- 1948年9月 - 池田洋裁学院と改名。学院長に就任。
- 1950年4月 - 松坂屋銀座店婦人服部顧問に就任。18年間チーフデザイナーを兼任
- 1951年4月 - ヨーロッパにて服飾の研究に携わる。
- 1951年7月 - 学校法人池田学園と組織改正。理事長。
- 1966年9月 - 専門学校に組織改正。学校長に就任。
- 1970年6月 - ニューヨーク州立ファッション工科大学に留学
- 1980年11月 - 東京都知事（鈴木俊一）より表彰を受ける。
- 1982年11月 - 勲五等瑞宝章に叙される。

## 著書
- 1947年4月 - 『図解洋裁講座』全六巻
- 1948年9月 - 『服飾図案集』
- 1949年3月 - ファッション雑誌 『月刊シャルム』を発行。
- 1950年3月 - 教科書用として『洋裁教本』上下巻を刊行。3回の改訂を重ねて現在も全国で利用される。
- 1964年9月 - 『月刊ファッションニュース』を発行。